# Johann Caspar Willi
Johann Caspar Willi (* 11. September 1829 in Hottingen (heute Stadt Zürich); † 31. Oktober 1905 in Wädenswil) war ein Schweizer Komponist und Dirigent der Romantik.

## Leben
Johann Caspar Willi wuchs in Hottingen auf. Er absolvierte das Lehrerseminar Küsnacht und war hauptberuflich als Lehrer tätig. Er knüpfte Kontakte zu den damals führenden Musikpersönlichkeiten Zürichs: Franz Abt, Wilhelm Baumgartner, Ignaz Heim und Rudolf Weber. In Rüti, Hirslanden und Hottingen übernahm er die Leitung von Männerchören. Ab 1857 war er Primarlehrer in Wädenswil und übernahm für die folgenden 41 Jahre die Leitung des dortigen Männerchors Eintracht. Er komponierte zahlreiche Lieder für Solisten und Chöre, worunter das patriotische schweizerdeutsche Lied S Schwizerländli isch nur chli besonders populär wurde.

## Kompositionen (Auswahl)
- Abschied vom Walde, 1861
- Gute Nacht, 1861
- Ich möchte froh singen, 1874
- Das schöne Lied, 1880
- Fahnenlied, 1881
- Trinklied, 1885
- Am Grabe eines Kindes, 1886
- Lacrimae Christi, 1887
- Mein Vaterland, 1890
- S Schwizerländli isch nur chli, um 1890
- Grabgesang, 1892
- Im Mai, 1892
- Das Lied ist meine höchste Lust, 1892
- Hoho, schwarzbraunes Mädel, 1895
- Das erste Lied, 1895
- Heimat und Vaterland, 1896